# Martin Rade
Paul Martin Rade (født 4. april 1857 i Rennersdorf ved Herrnhut, død 9. april 1940 i Frankfurt am Main) var en tysk evangelisk teolog.
Rade blev 1882 præst i Schönbach, 1892 i Frankfurt am Main, 1899 privatdocent og 1904 professor i teologi i Marburg. Rade var ingen fremragende teolog, men under påvirkning af Ritschl og Harnack formåede han at forme et populært, moderat liberalt kristeligt kulturprogram, som navnlig før 1. Verdenskrig samlede en del tilhængere blandt de dannede, og som især blev ført frem i det af Rade siden 1886 redigerede ugeblad Die christliche Welt. Blandt hans bøger må nævnes Damasus, Bischof von Rom (1882) og det populære skrift Dr. Martin Luthers Leben (1884—1887). Rade gav stødet til udgivelsen af den store håndordbog Die Religion in Geschichte und Gegenwart. Under og efter 1. Verdenskrig tog hans indflydelse af.